# 高通創銳訊
高通創銳訊（英語：Qualcomm Atheros），是一間網路通訊晶片設計公司。原名創銳訊（Atheros），1998年創立，2011年高通收购之后，改名「高通創銳訊」，为其全资子公司。
專長在無線通訊晶片，提供給30多家製造商，符合IEEE 802.11標準的通訊晶片。

## 歷史
1998年，加州史丹佛大學孟懷縈教授與當時史丹佛大學工程學院院長約翰·軒尼詩共同創辦了「創銳訊」。他們是最早開發出 802.11a 晶片的三家公司之一（其他兩家是思科與Intersil）。2004年股票在NASDAQ上市（NASDAQ：ATHR），執行長為克雷格·巴瑞特（Craig H. Barratt）博士。2011年1月5日，高通公司（Qualcomm）宣布以31億美元併購，而後更名為「高通創銳訊」。

## 產品
- 無線網路控制晶片
- 有線網路控制晶片
- 移動電話網絡晶片

## 圖集

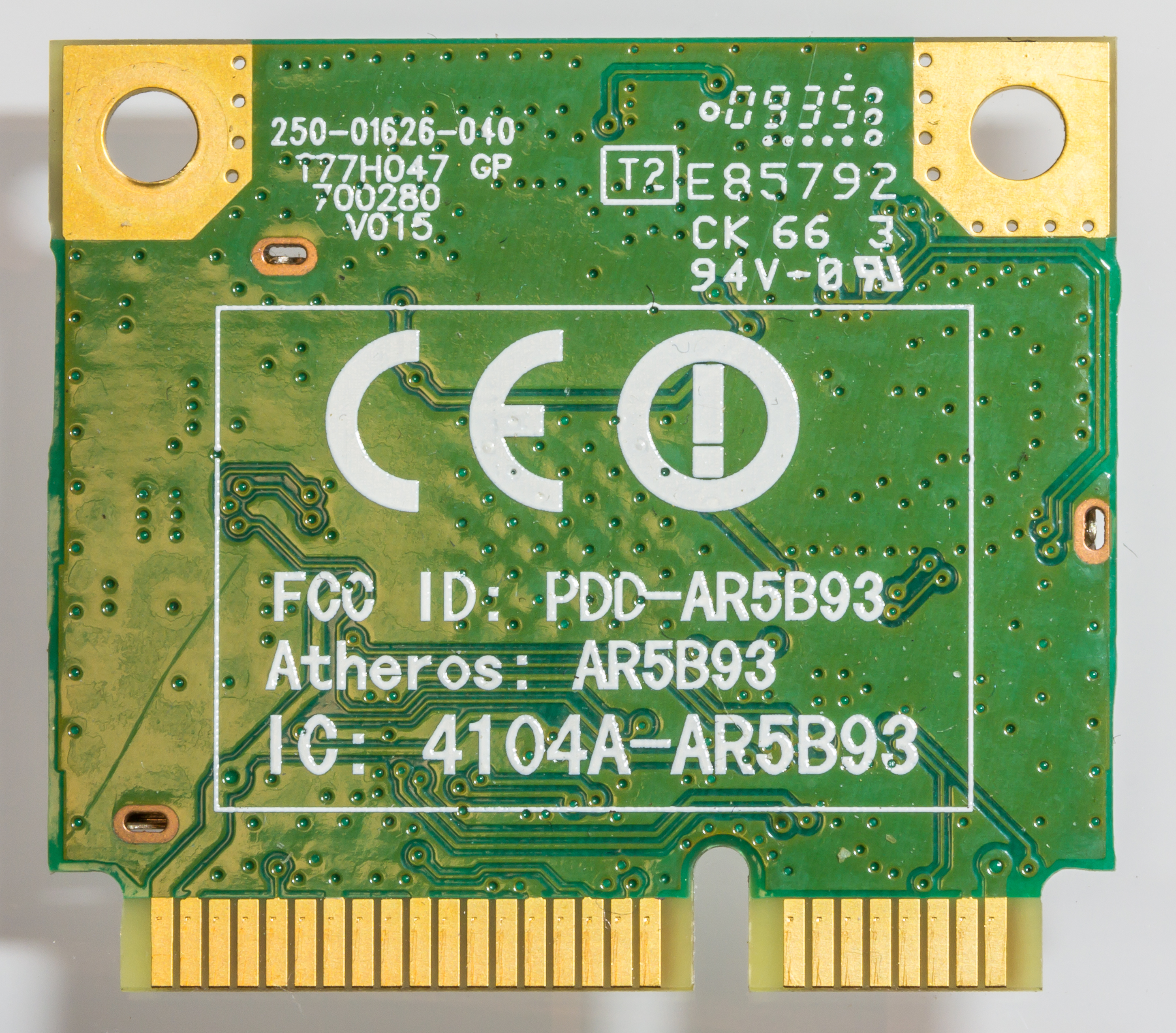
Wi-Fi卡（PCI-E）
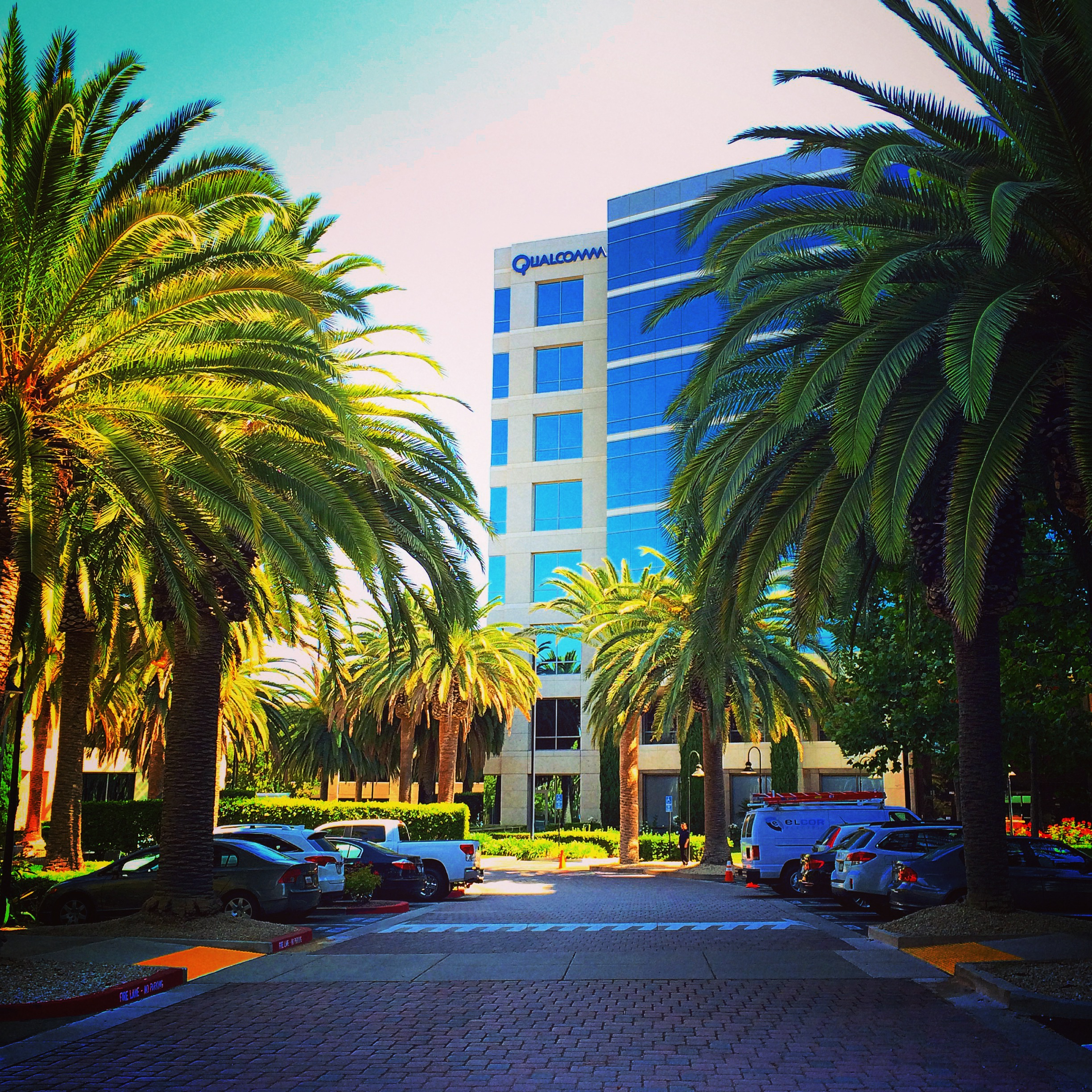
公司門口景色

## 外部連結
- Qualcomm Atheros Products （页面存档备份，存于）